# Łapkiejmy
Łapkiejmy (do 1945 r. niem. Lapkeim) – osada w Polsce położona w województwie warmińsko-mazurskim, w powiecie bartoszyckim, w gminie Bartoszyce. Miejscowość wchodzi w skład sołectwa Bąsze. W latach 1975–1998 miejscowość administracyjnie należała do województwa olsztyńskiego.

## Historia
W 1939 r. we wsi było 288 mieszkańców. 
W 1983 r. był tu PGR, a w spisie powszechnym wieś ujęto jako część PGR Łoskajmy.